# Зелёная музыкальная шкатулка
«Зелёная музыкальная шкатулка» (яп. 緑はるかに, мидори харукани; англ. The Green Music Box) — японский детский приключенческий фильм-мюзикл, шпионская история с элементами научной фантастики. Снят в студии «Никкацу» в 1955 году режиссёром Умэцугу Иноуэ. Адаптированная на основе одноимённой повести Макото Ходзо, кинолента стала первой из постановок, снятых в Konicolor, ярком трёхполосном цветном процессе, разработанном в Японии в 1940-х годах. В этом фильме состоялся дебют 14-летней Рурико Асаоки, которая в последующие полтора десятилетия была одной из ярчайших женщин-звёзд кинокомпании «Никкацу». В актёрский состав также входит талантливый комик Фрэнки Сакаи. Асаока в будущем поддерживала свою карьеру, принимая участие в популярных фильмах действия и мелодрамах, в то время как Сакаи привнесёт свой неподражаемый хитрый юмор ряду ярких комедий режиссёра Юдзо Кавасимы. 

## Сюжет
Отец Рурико — известный учёный, занимающийся секретными исследованиями, о которых не знают даже члены его семьи. С тех пор как он переехал в исследовательскую лабораторию на Хоккайдо, Рурико не имела от отца никаких вестей. Единственное, что напоминало ей о нём, была зелёная музыкальная шкатулка, которую он оставил для неё. Она очень хочет увидеться с отцом. Маленькая коробочка играет музыку, которая поднимает ей настроение...
Пока однажды девочка не узнаёт о том, что её отец похищен вместе с матерью. Прихватив с собой музыкальную шкатулку, Рурико отправляется на поиски родителей и попадает в логово шпионов, пытающихся заполучить секретное изобретение отца. Девочка узнаёт, что секретная формула изобретения отца спрятана в её музыкальной шкатулке. В лесной пещере Рурико встречает мальчиков сирот, которые помогают ей. Пока дети сражаются со злодеями-шпионами на подвесном мосту, зелёная музыкальная шкатулка падает в реку, которая течёт в Токио. По пути в Токио они встречают ещё одного мальчика-сироту, а также к ним присоединяется девочка, мать которой является певицей в Токио. Они пытаются найти музыкальную шкатулку в Токио...
В конце концов, приключения наших малолетних героев ожидает счастливый финал: родители Рурико живы и они решат усыновить трёх сирот-мальчиков, которые следовали за Рурико и помогали ей. Девочка также найдёт свою мать-певицу.

## В ролях
- Рурико Асаока — Рурико
- Минору Такада — профессор, её отец
- Аюко Фудзисиро — мать Рурико
- Сёити Асанума — Тибисин
- Фумио Нагаи — Ноппо
- Хидэаки Исии — Дэбу
- Норико Ватанабэ — Мамико
- Кэндзиро Уэмура — Тадзава
- Тосиюки Итимура — Онюдо
- Топпа Уцуми — Бикко
- Итиро Арисима — мастер в антикварной лавке
- Фрэнки Сакаи — Пьерро
- Масуми Окада — принц Луны
- Миэ Китахара — танцовщица

## Премьеры
- — национальная премьера фильма состоялась 5 мая 1955 года в Токио[3].
- — 2 июля 2016 года фильм был показан в рамках мини-ретроспективы ранних цветных фильмов японского кино на Il Cinema Ritrovato (Международный фестиваль забытых фильмов) в Болонье[2].
- —  апреля 2018 года фильм впервые был представлен нью-йоркской публике в рамках мини-ретроспективы фильмов Умэцугу Иноуэ.
- — в рамках мини-ретроспективы фильмов Умэцугу Иноуэ кинолента впервые была показана канадским любителям кино 26 мая 2018 года в синематеке Ванкувера[4].